# Monte Bursey
O Monte Bursey é uma montanha larga e coberta de gelo, com 2780 metros de altura, que forma a ponta leste da Cordilheira de Flood, na Terra de Marie Byrd, Antártida.
Ele foi descoberto por membros do Programa Antártico dos Estados Unidos (USAS) a partir de voos aéreos em 1940, e foi nomeado em homenagem a Jacob Bursey, membro da Expedição Antártica Byrd (1928–1930) e cuidador de cães da equipe da USAS que viajou de trenó à extremidade oeste da Cordilheira de Flood, em dezembro de 1940.
Diversas características do monte foram nomeadas por expedições subsequentes. A escarpa Koerner, de rocha exposta, jaz no lado noroeste da montanha. Abaixo dela, a 1,6 km para o sul, está a Rocha Syrstad. Ambos os locais foram mapeados pelo Serviço Geológico dos Estados Unidos a partir de levantamentos topográficos e fotos aéreas retiradas pela Marinha dos Estados Unidos de 1959 a 1965, e foram nomeadas pelo Comitê Consultivo sobre Nomes Antárticos (US-ACAN). A escarpa Koerner foi nomeada em homenagem a Roy M. Koerner, um glaciólogo do USARP (Programa de Pesquisa Antártica dos Estados Unidos) membro da Travessia da Estação Byrd, 1962–63. A Rocha Syrstad foi nomeada em homenagem a Erik Syrstad, um físico pesquisador da ionosfera estacionado na Estação Polo Sul Amundsen-Scott em 1970.

## Vulcanismo
O Monte é formado por dois vulcões em escudo coalescentes, o Pico Hutt e a Escarpa Koerner. Cada vulcão possui uma caldeira vulcânica de 4 a 5 km de diâmetro em seu topo. Uma datação de Potássio-Argônio realizada no local indica que ambos os vulcões se formaram durante o Mioceno, com atividade vulcânica no Pico Hutt ocorrendo a até 0,49 milhões de anos atrás.